# Thurauia
Thurauia is een muggengeslacht uit de familie van de galmuggen (Cecidomyiidae).

## Soorten
- T. aquatica Rübsaamen, 1899
- T. uliginosa Rübsaamen, 1899